# Knut Østby
Knut Østby, född 12 november 1922 i Modum, död 6 augusti 2010 i Sandvika, var en norsk kanotist.
Østby blev olympisk silvermedaljör i K-2 10000 meter vid sommarspelen 1948 i London.